# Microgenys
 Microgenys és un gènere de peixos de la família dels caràcids i de l'ordre dels caraciformes.

## Taxonomia
- Microgenys lativirgata (Pearson, 1927)[2]
- Microgenys minuta (Eigenmann, 1913)[3]
- Microgenys weyrauchi (Fowler, 1945)[4][5][6][7][8][9][10][11]